# 蒙特马拉诺
蒙特马拉诺（義大利語：Montemarano），是意大利阿韦利诺省的一个市镇。总面积33平方公里，人口3122人，人口密度94.6人/平方公里（2009年）。ISTAT代码为064058。